# عمرو بن عدي
عمرو بن عدي بن نصر بن ربيعة اللخمي التنوخي (نحو 220م - 300م): رابع ملوك تنوخ، وأول من ملك العراق من بني لخم. تولى السلطة على العرب العراقيين في الحيرة بعد رحيل خاله جذيمة الأبرش إلى سوريا، حيث قتلته زنوبيا نحو سنة 267م، ويقال أن عمرو بن عدي انتقم من قاتلته، وذلك لم يثبت تاريخياً. وعمرو بن عدي شخصية تاريخية وليست أسطورية، والدليل على ذلك أن اسمه ورد في نقش الملك نرسي، الذي يحكي عن صعوده إلى العرش عام 293م، ودعي في النقش (الملك عمرو بن لخم). وهناك إشارة كتابية أخرى موجودة في أحد نصوص المانوية تقول أنه خلال فترة اضطهاد المانويين في الإمبراطورية الساسانية، لجأوا للحماية إلى الملك عمرو، طالبين منه كتابة رسالة إلى شاهنشاه نرسي للدفاع عنهم، فكتب عمرو إلى شاهنشاه نرسي وانحسر اضطهاد المانويين.
تابع الملك عمرو بن عدي سياسة خاله جذيمة الأبرش في التحالف مع الساسانيين، فساعده هذا على تقوية نفوذه على القبائل النازلة في العراق، ولم يزل عمرو بن عدي ملكاً على الحيرة حتى مات، وفي مزاعم ابن الكلبي أنه مات وهو ابن 120 عاما. وكان ملكه في مزاعم اليعقوبي 55 سنة،أما المصادر الحديثة فتقدر حكمه بحوالي ثلاثين عاماً. وبعد وفاة الملك عمرو تولى ابنه امرؤ القيس بن عمرو الذي عاصر شمر بن ياسر - الملقب يهرعش - ملك العرب الجنوبيين.
وبحسب المؤلفين العرب، فإن والده عدي كان في خدمة جذيمة الأبرش، فدخل في علاقة غرامية مع رقاش بنت مالك بن فهم، أخت جذيمة، وحصل على إذن منه بالزواج منها، مستغلاً سكر جذيمة، وفي ذلك روى المفضل الضبي والشرقي بن القطامي ومحمد بن السائب الكلبي - يزيد أحدهما على صاحبه - قالوا: «كان جذيمة قال لندمائه: بلغني عن رجل من لخم يقال له عدي بن نصر ذا ظرف وعقل، فلو بعثت إليه فوليته كأسي، قالوا: الرأي رأي الملك، فبعث إليه فأحضره وصيّر إليه أمر كأسه والقيام على ندمائه، فأبصرته رقاش أخت جذيمة فأعجبت به، فبعثت إليه: إذا سقيت القوم فامزج لهم واسق الملك صرفا، فإذا أخذت الخمر منه فاخطبني إليه، ففعل، وأجابه الملك وأشهد عليه القوم، وأدخلته عليها من ليلتها فواقعها، واشتملت على حمل، وأصبح جذيمة فرأى به آثار الخلوق، فقال: ما هذه الآثار يا عديّ؟ فقال: آثار العرس برقاش، فزفر جذيمة وأكب على الأرض واغتم».بعد أن استيقظ جذيمة، ألغى الزواج وأمر بإعدام عدي، ولا يُعرف على وجه اليقين ما إذا كان عدي قد أُعدم أو نجح في الهرب، لكن سرعان ما أنجبت رقاش صبياً أطلق عليه اسم عمرو.
لما كبر جذيمة، سلم زمام الدولة إلى عمرو، وعهد قيادة الجيش إلى رجل يدعى عمرو بن عبد الجن الجرمي. فبدأ الصراع على السلطة بين عمرو بن عدي وعمرو الجرمي. ونجح عمرو بن عدي في جذب معظم القوات إلى جانبه وكان على عمرو الجرمي الخضوع.حدث هذا خلال الفترة التي حكمت فيها زنوبيا تدمر بالفعل، نحو سنة 267 أو 270م. على الرغم من حقيقة أن عمرو بن عدي ساهم بنصائحه في تشجيع جذيمة الأبرش بالذهاب إلى سوريا حيث قُتل، الأمر الذي لم يرضي الساساني سابور الأول، الذي كان التنوخيون في تبعية له، إلا أن سابور لم يمنع عمرو من الوصول إلى السلطة على عرب العراق. وعلى ما يبدو، تمكن عمرو بن عدي من الحفاظ على علاقات طبيعية مع خلفاء سابور الأول. وفي نقش الملك نرسي، الذي يحكي عن صعوده إلى العرش عام 293م، ذكر اسم "الملك عمرو بن لخم"، وفي هذا النقش لا يحمل عمرو بن عدي لقب "ملك العرب"، الذي اكتسبه لاحقًا خليفته إمر القيس الأول.